# Ngomane
Ngomane é uma cidade de Essuatíni localizada no distrito de Lubombo.